# Beteni
Beteni (nep. बेतिनी) – gaun wikas samiti w środkowej części Nepalu w strefie Bagmati w dystrykcie Nuwakot. Według nepalskiego spisu powszechnego z 2001 roku liczył on 755 gospodarstw domowych i 4037 mieszkańców (2041 kobiet i 1996 mężczyzn).